# 静岡音楽館 AOI
静岡音楽館AOI （しずおかおんがくかんえーおーあい）は、JR静岡駅北口の静岡市葵区黒金町にあるホール。名称は、一般公募によって決定した。

## 概要
政令指定都市・静岡市の中心部にあるクラシック音楽ホール。
JR静岡駅前にある10階建ての当該建物は、6階までが日本郵政グループ関係、7階以上はコンサートホール「静岡音楽館AOI」として静岡市が使用している。1994年に静岡駅前広場拡張のための静岡中央郵便局建て替え事業と共に設置され、郵便局と地方自治体施設の合築は全国で初めてのケース。
開館にあたり、ホールの愛称を公募し、その中から「静岡音楽館」と「葵ホール」の2つを選定、これらを合わせた名称となっている。「あおい」を「AOI」と表記し、「エーオーアイ」と読む。
1995年5月、未来ある静岡の音楽文化を担う場所として開館。
事務室、講堂、リハーサル室が、8階、9階には客席 618席のシューボックスタイプのホールがある。ホールは、最高レベルの音響効果を誇り、その響きの素晴らしさは、世界的な音楽家たちから認められ、愛されている。
AOI主催コンサートの特典がある静岡音楽館倶楽部（友の会）や事業運営を助けるボランティアクラブがる。

## 運営基本理念
- 幅広い音楽を通して、全ての市民に生きる喜びと幸せな時間を提供する
- 作曲者、演奏者、鑑賞者相互の間に交歓と共感の場をつくる
- 音楽の感動を享受し、その喜びを共有する市民層を積極的に拡大する
- 音楽文化の新たな担い手を支援し、音楽文化の創造と継承、発展を図る

## 芸術監督の重点方針
- 芸術監督：野平一郎

1. 若い音楽家の登用、若い聴衆の開拓･育成による音楽の次世代への継承
2. 静岡の音楽力・芸術力の共同による静岡からの芸術の発信
3. 創造活動の継承とその国際的共有による今日の音楽の活性化
4. より多くの市民に愛されるための普及事業の拡充
5. より効果的な子どものためのコンサートの実施
6. クラシック音楽に留まらない、より幅広く質の高い音楽の提供